# Венгрженовський Сергій Олександрович
Сергій Олександрович Венгрженовський (Венгржиновський, Венгжиновський) (19 (07) жовтня 1844, за ін. даними, 8 жовтня 1850 — 26 вересня (8 жовтня) 1913) — етнограф, фольклорист, історик, член Подільського єпархіального історико-статистичного комітету (церковного історико-археологічного товариства).

## Біографія
С. Венгрженовський народився в родині сільського священика 19 жовтня 1844 на Могилів-Подільщині. За іншими даними — 8 жовтня 1850 у селі Нове Поріччя на Проскурівщині або в селі Могильна (нині — Гайсинського району Вінницької області. Закінчив Кам'янецьке духовне училище і до 1869 року навчався у Подільській духовній семінарії. Під час навчання у семінарії, його викладачі залучили до збиранню етнографічних матеріалів у селах Поділля для складання історико-статистичних описів населених місць губернії. Робота по вивченню історії краю, побуту його жителів визначила подальшу його творчу долю. Венгрженовський став вільним слухачем історико-філологічного факультету Новоросійського (Одеського) університету. Батьки відмовили йому в матеріальній допомозі, так як він не прийняв сан священика. Венгрженовському довелося займатися репетиторством у багатих родинах спочатку Одеси, згодом у м. Хотині та навколишніх селах.
У 1873 Венгрженовський перебрався до Кам'янця і став чиновником в акцизному управлінні Подільської губернії. У Кам'янці він сформувався як краєзнавець, став активним членом Подільського єпархіального Історико-статистичного комітету. За його дорученням став опрацьовувати середньовічні акти, рукописи і стародруки, у першу чергу тих, що стосувалися історії Брацлавського воєводства. Свої дослідження він став публікувати у «Трудах» Комітету, а згодом у «Киевской старине».
У 1887 Венгрженовський був направлений на роботу акцизним чиновником на підприємства Гайсинського, Балтського і Могилів-Подільського повітів. Там він працював на посаді старшого помічника наглядача акцизного контролю в основному в м. Гайсині, з 1903 року постійно на цукровому заводі села Могильне Гайсинського повіту. Перебування у цих місцях Венгрженовський використовував для обстеження пам'яток давнього зодчества Вінниччини. Неодноразово приїжджав до Кам'янця-Подільського, де брав участь у його громадському житті, особливо в діяльності Історико-археологічного товариства, членом якого став у 1890 році. За його дорученням зібрав і передав Кам'янець-Подільському історичному музею понад 100 археологічних пам'яток, понад 50 стародруків та книг XVIII — XIX ст.
26 вересня 1913 Сергій Олександрович Венгрженовський пішов з життя при виконанні службових обов'язків у с. Могильне.

## Дослідження
Вивчав історію Поділля, звичаї, вірування, народну медицину, фольклор подолян.
У 90-ті роки XIX — на початку XX ст. Сергій Венгрженовський значну увагу став приділяти вивченню побуту подільського села. Він один з перших серед дослідників почав виявляти і вивчати національні традиції у вишиванках, народному ткацтві та писанках подолян. Друкувався в часописах «Одесский вестник», «Киевская старина», «Подольские епархиальные ведомости» та ін.
Одне з найвідоміших досліджень С. О. Венгрженовського — «Языческий обычай в Брацлавщине „гоныты шуляка“», опубліковане 1895 р. у «Киевской старине». У ньому він ретельно (як для фольклориста-аматора), розглянув подробиці, варіанти обряду, дав тлумачення та коментарі, провів паралелі мотивів та образів подільського ритуалу з образами античної міфології.
Листувався з В.Антоновичем, Ф.Лебединцевим, М.Сумцовим. Надсилав М.Лисенку зібраний музичний матеріал, який композитор частково використав у своїх операх. Перекладав з польської мови на російську твори Ю.Ролле.
З початком 1990-х дослідження Венгрженовського починали займати належне місце в українській історіографії, в поділлєзнавстві.

## Вибрані праці
- Венгрженовский, С. Еще кое-что о Кармалюке // Киев. старина. — 1886. — № 7. — С. 553–559.
- Венгрженовский, С. Рабочие волы в Брацлавщине и их номенклатура // Киев. старина. — 1898. — Т. 61 (июль-август). — С. 36-49.
- Венгрженовский, С. Языческий обычай в Брацлавщине «гонити шуляка» // Киев. старина. — 1895. — Т. 50 (август-сентябрь). — С. 282–323.
- Венгрженовский, С. Из моей записной книжки // Киев. старина. — 1892. — Т. 39 (декабрь). — С. 468–472.